# Re del Bosforo Cimmerio

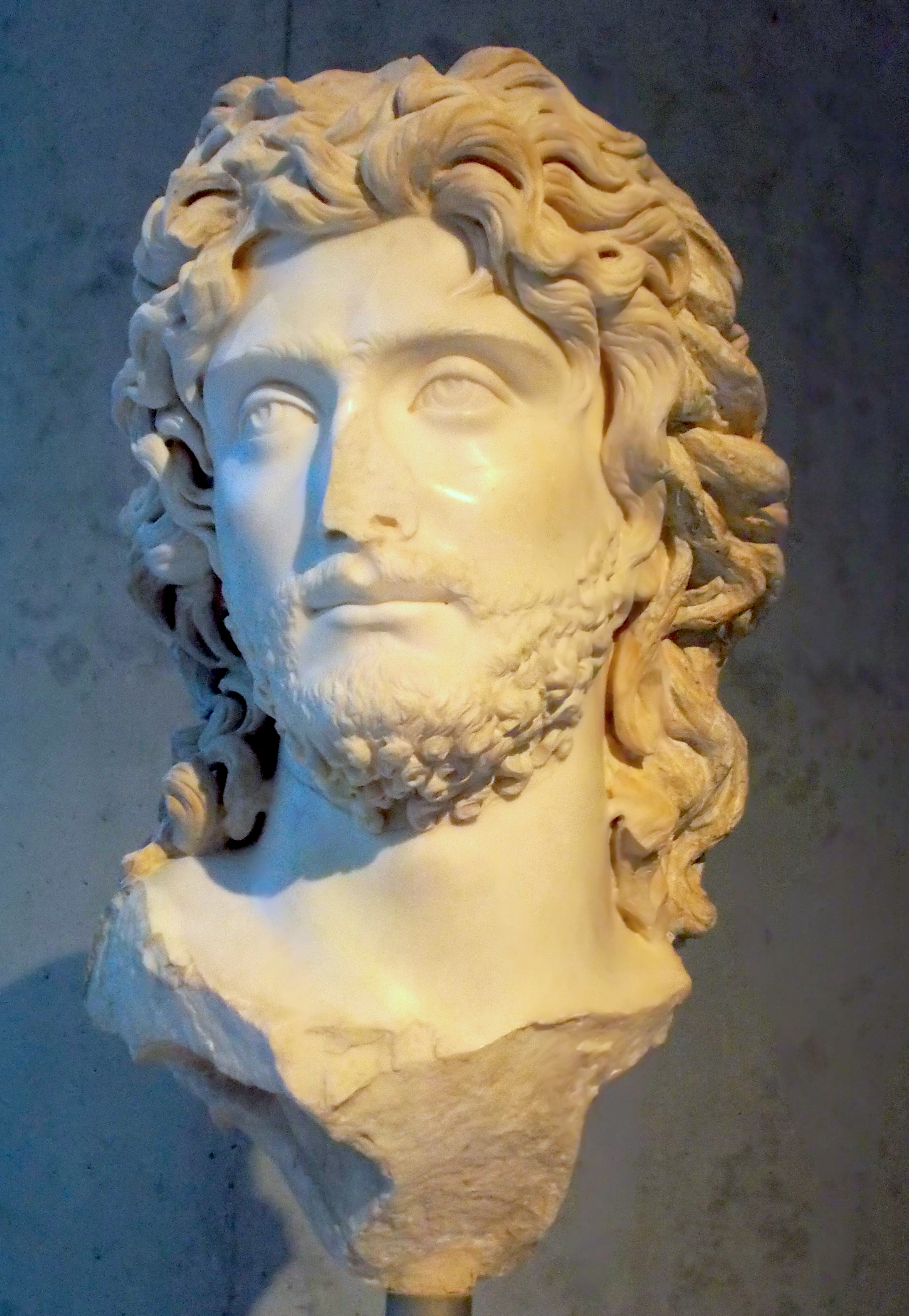
Busto di Tiberio Giulio Sauromate II (m. 210) (Museo dell'acropoli, Atene)

I re del Bosforo Cimmerio furono i sovrani del regno del Bosforo Cimmerio.

## Archeanactidi (480-438 a.C.)
- Archeanace (480 a.C.–?)
- Perisade
- Leucone
- Sagauro (?–438 a.C.)

## Spartocidi (438-108 a.C.)
- Spartoco I (438 a.C.–433 a.C.)
- Satiro I (433 a.C.–389 a.C.)
- Seleuco (433 a.C.–393 a.C.)
- Leucone I (389 a.C.–349 a.C.)
- Gorgippo (389 a.C.–349 a.C.)
- Spartoco II (349 a.C.–344 a.C.)
- Perisade I (349 a.C.–311 a.C.)
- Satiro II (311 a.C.–310 a.C.)
- Pritanide (310 a.C.)
- Eumelo (310 a.C.–304 a.C.)
- Spartoco III (304 a.C.–284 a.C.)
- Perisade II (284 a.C.–c. 245 a.C.)
- Spartoco IV (c. 245 a.C.–c. 240 a.C.)
- Leucone II (c. 240 a.C.–c. 220 a.C.)
- Igenone (c. 220 a.C.–c. 200 a.C.)
- Spartoco V (c. 200 a.C.–c. 180 a.C.)
- Perisade III (c. 180 a.C.–c. 150 a.C.)
- Perisade IV (c. 150 a.C.–c. 125 a.C.)
- Perisade V (c. 125 a.C.–108 a.C.)

## Mitridatici o Pontici (108 a. C. - 8 d.C.)
Nel 108 a.C. vi fu una ribellione, in cui l'ultimo re spartocide Perisade V fu ucciso. Dopo il breve regno dello scita Saumaco, il Regno del Bosforo Cimmerio fu annesso al Regno del Ponto.
- Mitridate VI del Ponto (108-63 a.C.)
- Farnace II del Ponto (63-47 a.C.)

Nel corso della sua campagna contro Roma, Farnace fu sconfitto da Giulio Cesare a Zela (47 a.C.) e così estromesso dal Ponto; per quanto riguarda il Bosforo Cimmerio, fu sconfitto e ucciso dal suo generale ribelle Asandro. Questi sposò Dinamide, figlia di Farnace, probabilmente per legittimarsi come nuovo sovrano.
- Dinamide (47 a.C. - 8 d.C.), con i rispettivi mariti:[1]
  - Asandro (47-17 a.C.)
  - Scribonio (17 a.C.)
  - Polemone I del Ponto (16-8 a.C.)

## Dinastia tiberio-giuliana (8 d.C. - IV secolo)

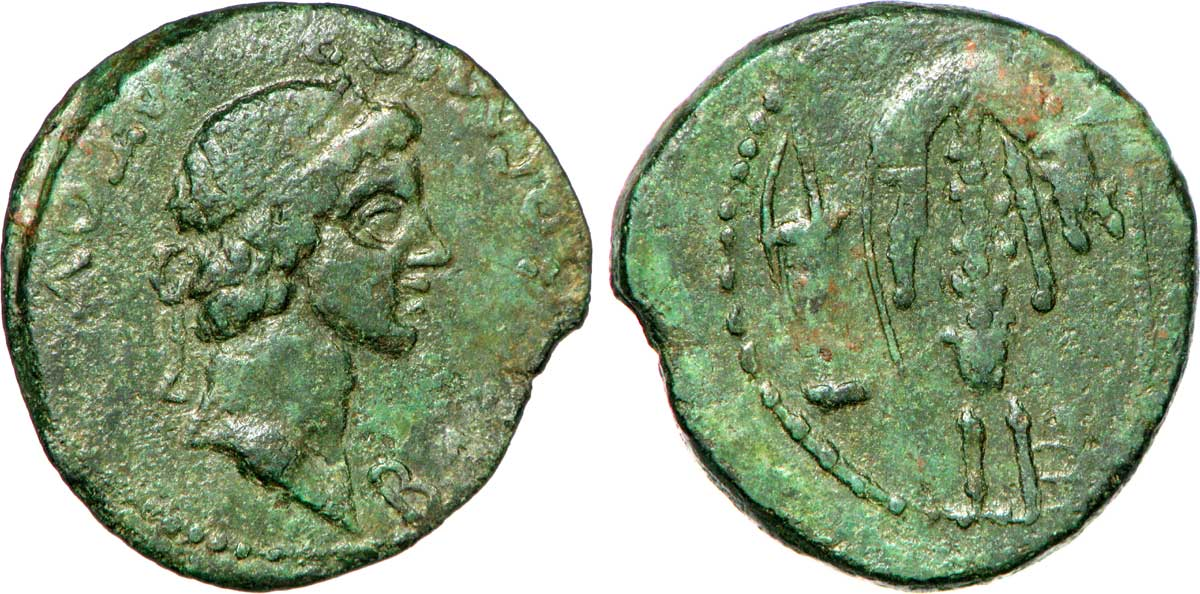
Moneta di Mitridate II

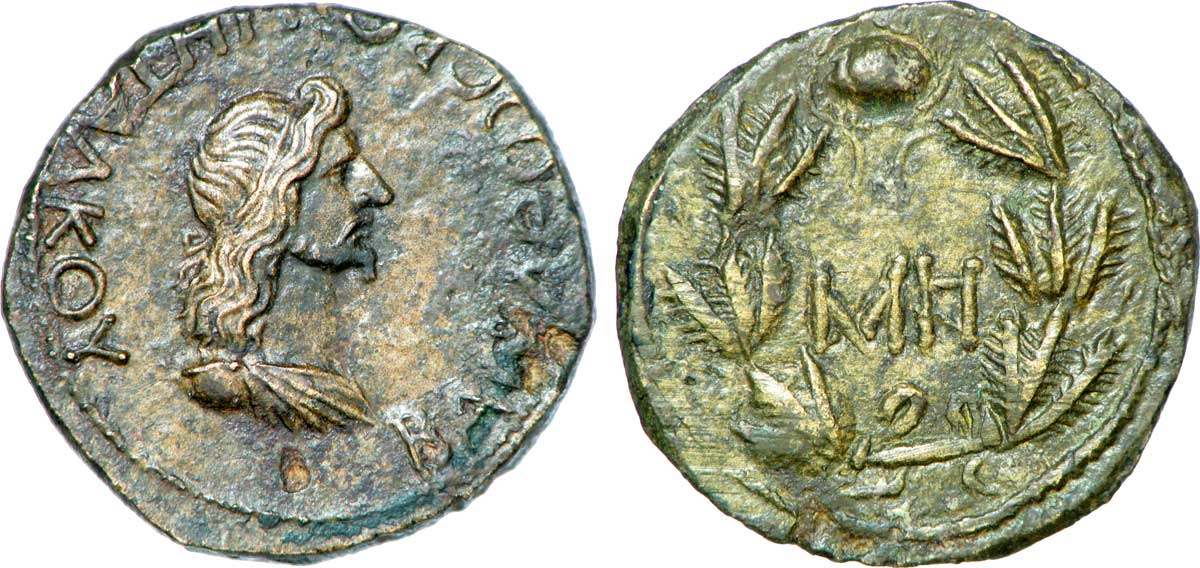
Moneta di Tiberio Giulio Remetalce

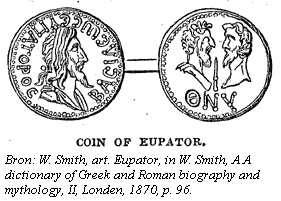
Moneta di Tiberio Giulio Eupatore

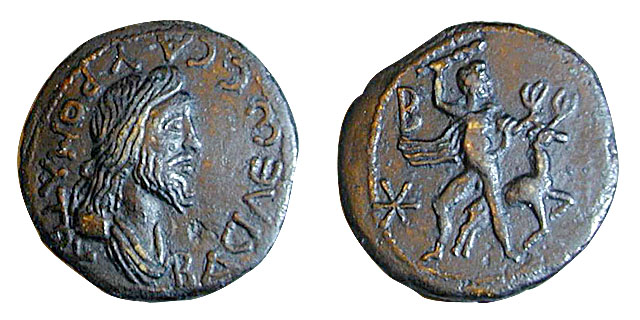
Moneta di Tiberio Giulio Sauromate II

Aspurgo iniziò la dinastia tiberio-giuliana, che regnò sul Bosforo come regno cliente di Roma.
- Aspurgo (8–38)
- Gepepiride (38)
- Polemone II del Ponto (38–41, non dinastico)
- Mitridate II (41–45)
- Coti I (45–62)
- Incorporato all'Impero romano come parte della provincia di Mesia inferiore (62–68)
- Rescuporide I (68–90)
- Sauromate I (90–123)
- Coti II (123–132)
- Remetalce (132–153)
- Eupatore (153–174)
- Sauromate II (174–210)
- Rescuporide II (210–227)
- Rescuporide III (210–227)
- Coti III (227–235)
- Sauromate III (229–232)
- Rescuporide IV (233–235)
- Inintimeo (235–240)
- Rescuporide V (240–276)
- Farsanze (253–254)
- Singe (258–276)
- Teirane (275–279)
- Sauromate IV (276)
- Teotorse (278–309)
- Rescuporide VI (303–342)
- Radamsade (308–323)